# Home (film, 2008)
Pour les articles homonymes, voir Home.
Pour plus de détails, voir Fiche technique et Distribution.
Home est un film franco-helvéto-belge réalisé par Ursula Meier, sorti en 2008.

## Synopsis
Une famille vit dans une maison en bordure d'une autoroute jamais achevée. Cela fait dix ans que le chantier est arrêté, ils ont fini par se persuader que les travaux ne reprendraient jamais. Le tronçon d'autoroute est devenu une extension de leur territoire, ils y ont mis un fauteuil et une piscine gonflable, le jeune Julien y fait du vélo, et le chemin du travail pour le père de famille, de l'école pour les deux plus jeunes enfants, commence par la traversée de l'autoroute. Ils vivent une vie tranquille faite de petits bonheurs.
Un jour, des ouvriers arrivent, et l'autoroute est bientôt terminée. Un flot de voitures passe bientôt sous leurs fenêtres. Se rendre au travail ou à l'école nécessite de traverser l'autoroute au péril de sa vie, ou de passer par un tunnel sale et angoissant. Marion devient vite obsédée par la pollution, persuadée qu'ils vont tous tomber malades. Elle scrute son corps et celui de son frère Julien à la recherche de taches suspectes. Judith continue malgré tout ses bains de soleil en bikini devant la maison, attirant l’œil et les coups de klaxon des camionneurs.
Peu à peu, le bruit constant épuise les membres de la famille, qui se retrouvent sur les nerfs. Un beau jour, Judith part sans prévenir personne, alors que Marthe avait emmené les deux plus jeunes dans un champ pour un pique-nique. Et lorsqu'une nuit, Marthe réveille Julien pour l'emmener faire du roller sur la bande d'arrêt d'urgence en profitant de la moindre circulation nocturne, Michel craque et décide de déménager. Mais Marthe refuse obstinément, c'est sa maison malgré tout, elle s'y sent chez elle.
Michel mure alors les fenêtres de la maison avec des blocs de béton, et toute la famille se retrouve dans le noir. L'épuisement de la famille s'aggrave. Judith revient mais retrouve la maison murée et pense qu'elle est vide. Marthe se réfugie dans le sommeil. Un matin, elle se réveille, prend un marteau et fait une large brèche dans le béton qui obstrue la porte. Puis elle sort, suivie du reste de la famille. Tous les quatre marchent le long de l'autoroute.

## Fiche technique
- Titre : Home
- Réalisation : Ursula Meier
- Scénario : Ursula Meier, Antoine Jaccoud, Raphaëlle Valbrune, Gilles Taurand et Olivier Lorelle
- Photographie : Agnès Godard
- Montage : Susana Rossberg
- Son : Luc Yersin
- Décors : Ivan Niclass
- Costumes : Ann Van Brée
- Effets spéciaux : Marc Ume[1]
- Sociétés de production : Box Productions[2] / Thierry Spicher & Elena Tatti, Archipel 35[3] / Denis Freyd, Need Productions[4] / Denis Delcampe, Cinémage 2
- Producteur exécutif :  Bulgarie : Sofilm - Patrick Sandrin
- Sociétés de distribution : 
  - Diaphana Distribution pour la France
  - Film Coopi pour la Suisse
  - Lumière pour la Belgique
  - Axia Films pour le Québec
  - Mémento Films pour les autres pays
- Pays de production :  France,  Belgique,  Suisse
- Langue de tournage : français
- Date de tournage : été 2007 en Bulgarie
- Format : couleur — 35 mm
- Genre : drame
- Date de sortie :
  - France : 29 octobre 2008

## Distribution
- Isabelle Huppert : Marthe
- Olivier Gourmet : Michel
- Adélaïde Leroux : Judith
- Madeleine Budd : Marion
- Kacey Mottet-Klein : Julien
- Renaud Rivier : copains de Julien
- Kilian Torrent : copains de Julien
- Nicolas Del Sordo : copains de Julien
- Hugo Saint-James : copains de Julien
- Virgil Berset : copains de Julien
- Ivailo Ivanov : L'éboueur

## Accueil

### Accueil critique
Le film recueille sur le site Allociné une note moyenne de 3.9/5 basée sur 21 critiques de presse.

### Distinctions
- 2008 : Mar del Plata Film Festival, Isabelle Huppert meilleure actrice
- 2008 : Mar del Plata Film Festival, Agnès Godard ADF Cinematography Award
- 2008 : Festival du film francophone d'Angoulême, Valois de la meilleure mise en scène
- 2008 : Festival du film francophone d'Angoulême, Mention spéciale du jury pour l’interprétation de Kacey Mottet Klein
- 2009 : Prix du cinéma suisse, meilleure fiction[6]
- 2009 : Prix du cinéma suisse, meilleur scénario
- 2009 : Prix du cinéma suisse, Kacey Mottet Klein meilleur espoir d'interprétation
- 2009 : Prix Nouveau Talent Cinéma de la S.A.C.D.

### Nominations
- César 2009 : Meilleur premier film, meilleure photographie, meilleurs décors